# Trumbull County
Trumbull County ist ein County im US-Bundesstaat Ohio. Der Verwaltungssitz (County Seat) ist Warren.

## Geographie
Das County liegt fast im äußersten Nordosten von Ohio, grenzt im Osten an Pennsylvania und hat eine Fläche von 1644 Quadratkilometern, wovon 47 Quadratkilometer Wasserfläche sind. Es grenzt im Uhrzeigersinn an folgende Countys: Ashtabula County, Crawford County (Pennsylvania), Mercer County (Pennsylvania), Mahoning County, Portage County und Geauga County.

## Geschichte

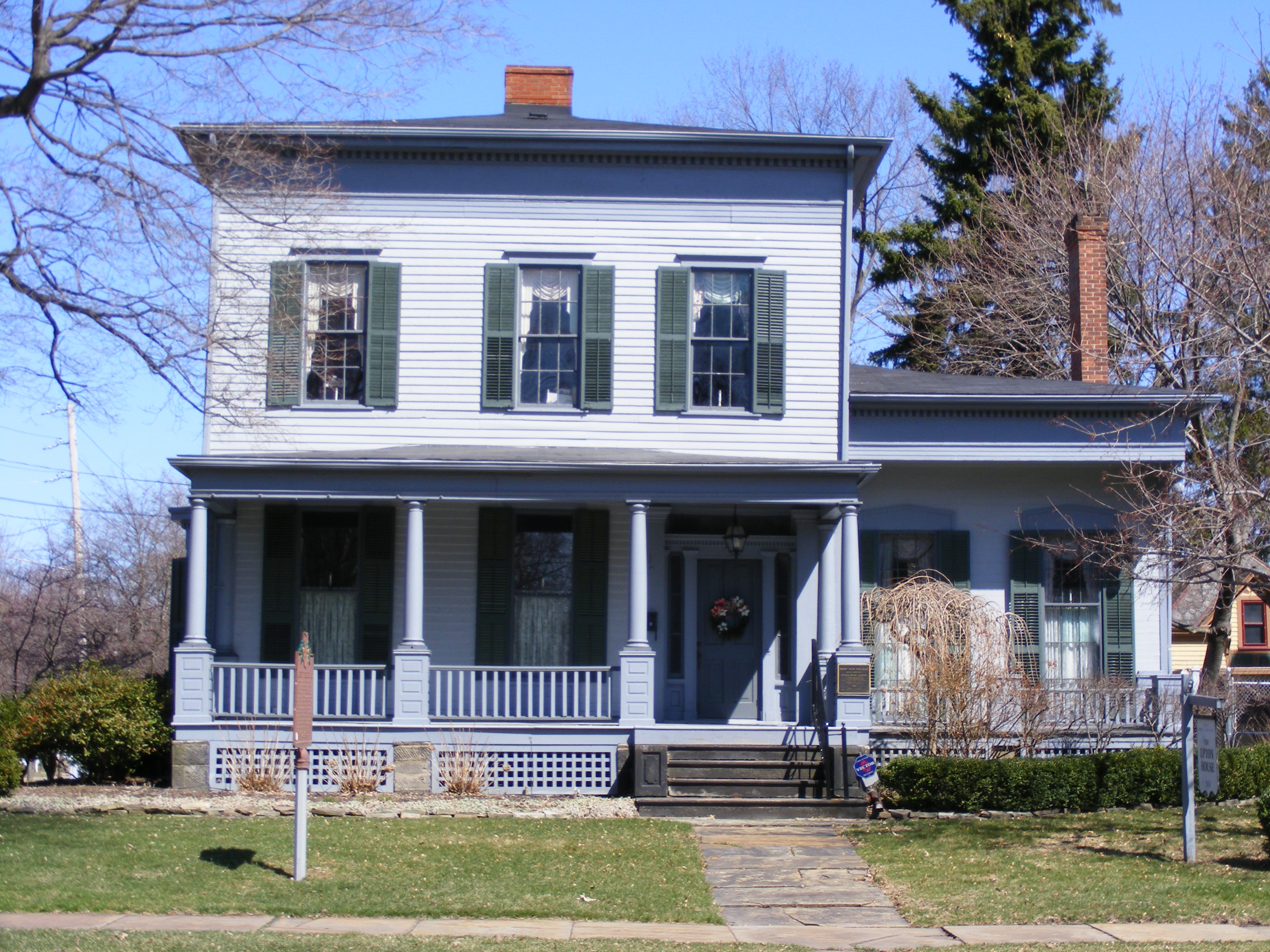
Harriet Taylor Upton House (2010)

Trumbull County wurde am 10. Juli 1800 aus Teilen des Jefferson County und des Wayne County gebildet. Benannt wurde es nach Jonathan Trumbull senior, einem Freund und Aide-de-camp von George Washington und Gouverneur von Connecticut.
Im County liegt ein National Historic Landmark, das Harriet Taylor Upton House. 36 Bauwerke und Stätten des Countys sind im National Register of Historic Places eingetragen (Stand 19. Mai 2018).

## Demografische Daten

Alterspyramide des Trumbull County

Nach der Volkszählung im Jahr 2000 lebten im Trumbull County 225.116 Menschen. Davon wohnten 4088 Personen in Sammelunterkünften, die anderen Einwohner lebten in 89.020 Haushalten und 61.690 Familien. Die Bevölkerungsdichte betrug 141 Einwohner pro Quadratkilometer. Ethnisch betrachtet setzte sich die Bevölkerung zusammen aus 90,21 Prozent Weißen, 7,90 Prozent Afroamerikanern, 0,15 Prozent amerikanischen Ureinwohnern, 0,45 Prozent Asiaten, 0,02 Prozent Bewohnern aus dem pazifischen Inselraum und 0,21 Prozent aus anderen ethnischen Gruppen; 1,07 Prozent stammten von zwei oder mehr Ethnien ab. 0,80 Prozent der Bevölkerung waren spanischer oder lateinamerikanischer Abstammung.
Von den 89.020 Haushalten hatten 29,9 Prozent Kinder und Jugendliche unter 18 Jahre, die bei ihnen lebten. 52,9 Prozent waren verheiratete, zusammenlebende Paare, 12,5 Prozent waren allein erziehende Mütter, 30,7 Prozent waren keine Familien, 26,9 Prozent waren Singlehaushalte und in 11,4 Prozent lebten Menschen im Alter von 65 Jahren oder darüber. Die Durchschnittshaushaltsgröße betrug 2,48 und die durchschnittliche Familiengröße lag bei 3,02 Personen.
Auf das gesamte County bezogen setzte sich die Bevölkerung zusammen aus 24,4 Prozent Einwohnern unter 18 Jahren, 7,7 Prozent zwischen 18 und 24 Jahren, 27,3 Prozent zwischen 25 und 44 Jahren, 24,8 Prozent zwischen 45 und 64 Jahren und 15,7 Prozent waren 65 Jahre alt oder darüber. Das Durchschnittsalter betrug 39 Jahre. Auf 100 weibliche Personen kamen 93,8 männliche Personen. Auf 100 Frauen im Alter von 18 Jahren oder darüber kamen statistisch 90,6 Männer.
Das jährliche Durchschnittseinkommen eines Haushalts betrug 38.298 USD, das Durchschnittseinkommen der Familien betrug 46.203 USD. Männer hatten ein Durchschnittseinkommen von 36.823 USD, Frauen 24.443 USD. Das Prokopfeinkommen betrug 19.188 USD. 7,9 Prozent der Familien und 10,3 Prozent der Bevölkerung lebten unterhalb der Armutsgrenze. Darunter waren 15,4 Prozent der Kinder und Jugendlichen unter 18 Jahren und 7,6 Prozent der Senioren ab 65 Jahren.

## Ortschaften

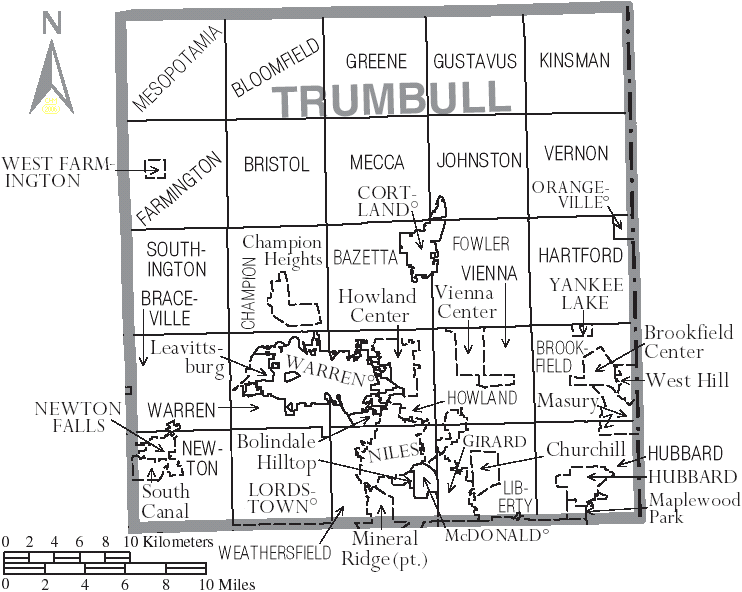
Karte des Trumbull Countys

### Citys
| - Cortland - Girard - Hubbard | - Newton Falls - Niles | - Warren - Youngstown (der größere Teil der Stadt liegt im Mahoning County) |

### Villages
| - Lordstown - McDonald - Orangeville | - West Farmington - Yankee Lake |

### Townships
| - Bazetta - Bloomfield - Braceville - Bristol - Brookfield - Champion | - Farmington - Fowler - Greene - Gustavus - Hartford - Howland | - Hubbard - Johnston - Kinsman - Liberty - Mecca - Mesopotamia | - Newton - Southington - Vernon - Vienna - Warren - Weathersfield |

### Aufgelöste Townships
- Lordstown Township

### Census-designated places
Census-designated places sind Gebiete, die vom United States Census Bureau statistisch eigens erfasst werden, aber der Verwaltung einer übergeordneten Verwaltungseinheit, meist eines Townships, unterstellt sind.
| - Bolindale - Brookfield Center - Champion Heights - Churchill - Hilltop | - Howland Center - Leavittsburg - Maplewood Park - Masury | - Mineral Ridge - South Canal - Vienna Center - West Hill |

### Andere Ortschaften
| - Bristolville - Burghill - Center of the World | - Farmdale - Fowler - Hartford | - Kinsman - North Bloomfield - Southington |